# لس آنجلس ساب‌دیویژن (تگزاس)
لس آنجلس ساب‌دیویژن (به انگلیسی: Los Angeles) یک منطقهٔ مسکونی در ایالات متحده آمریکا است که در تگزاس واقع شده‌است. لس آنجلس ساب‌دیویژن ۰٫۴ کیلومتر مربع مساحت و ۱۲۱ نفر جمعیت دارد و ۹ متر بالاتر از سطح دریا واقع شده‌است.